# Kaboom
Kaboom (prt: Alucinação, ou Kaboom - Alucinação; bra: Kaboom) é um  filme franco-estadunidense de 2010, dos gêneros comédia e ficção científica, escrito e dirigido por Gregg Araki.
O filme marcou a segunda participação de Gregg Araki no Festival de Cannes, depois do filme Smiley Face. O diretor foi inclusive o primeiro vencedor da "Queer Palm", prêmio atribuído ao melhor filme com temática LGBT.

## Enredo
A história é centrada nas aventuras sexuais de um grupo de universitários e suas investigações sobre um culto bizarro.

## Elenco
- Thomas Dekker como Smith
- Haley Bennett como Stella
- Juno Temple como London
- Chris Zylka como Thor

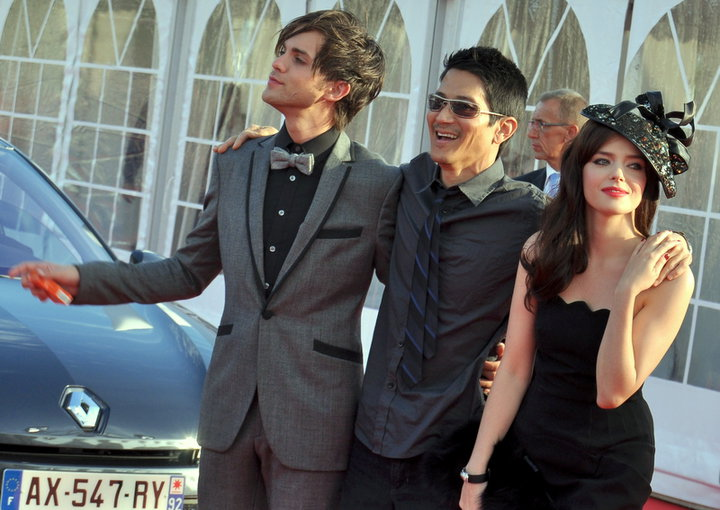
Thomas Dekker, Gregg Araki e Roxane Mesquida, promovendo o filme em Deauville, no "Festival de Cinema Americano".

- Roxane Mesquida como Lorelei/Laura
- Brennan Mejia como Oliver
- James Duval como o Messias
- Kelly Lynch como mãe de Smith
- Nicole LaLiberte como Madeleine O'Hara / Rebecca Novak
- Andy Fischer-Price como Rex
- Jason Olive como Hunter
- Carlo Mendez como Milo
- Brandy Futch como a Ninfa das drogas

## Recepção
O filme recebeu avaliações mistas dos críticos. O agregador de comentários do site Rotten Tomatoes mostra que 58% de 88 críticos deram ao filme uma crítica positiva. No Metacritic, o filme tem uma classificação de 64/100, indicando "avaliações favoráveis".
Bruce Demara do Toronto Star elogiou o elenco do filme e disse: "O mais ambicioso filme de Araki, até à data, com um ritmo rápido, a música que é moderna e antenada e um estado de espírito que se alterna entre brincalhão e excêntrico". Sam Adams do Los Angeles Times foi muito mais crítico sobre o assunto e disse: "Inferior a um filme só um rabisco de masturbação, uma regurgitação desleixada, malfeito de Araki que busca passar sua estrutura descuidada como uma brincadeira de roda livre".